# Nuno Eiró
Nuno Eiró (Lisboa, 15 de julho de 1974) é um apresentador de televisão e repórter português.

## Carreira
Licenciou-se em Comunicação Social e Cultural na Universidade Católica de Lisboa em 1997. No mesmo ano começa a trabalhar em rádio na Antena 3, onde permanece durante 6 anos. Aí concentra-se na produção e na animação de vários programas da estação. 
Em 2002, estreia-se na televisão, no Canal 21, um canal promocional da TV Cabo. No mesmo ano, surge o convite da SIC para integrar o grupo de repórteres do programa Êxtase. A partir de então, tornou-se numa figura habitual no canal de Carnaxide, com a apresentação de programas de humor como Flagrante Delírio, lado a lado com Nuno Graciano.
Trabalhou depois  no  programa Fátima, onde teve uma rubrica própria e onde também fez parte do painel de comentadores na rubrica "Tertúlia Cor-de-rosa", onde comentava em conjunto como Maya, Cláudio Ramos ou a ex-miss Ana Maria Lucas, os mais polémicos artigos noticiosos da imprensa rosa. Mais à frente, tornou-se co-apresentador da Família Superstar. Era requisitado diversas vezes para apresentar galas e especiais da SIC, como os Globos de Ouro. 
Em 2010, e após a mudança de direção da SIC, Nuno Eiró foi dispensado do canal de Carnaxide.  Em 2011, ingressou na TVI a convite do Diretor de Antena e Programação, Bruno Santos, para apresentar juntamente com Rita Pereira, o talent-show "Canta Comigo" que decorreu no mês de Julho e Agosto em diversas cidades do país. No mesmo ano, a convite do Diretor-Geral da TVI à época, José Fragoso, começou a apresentar o programa Somos Portugal. Ainda em 2011, foi um dos repórteres exteriores e comentadores da 2.ª edição do reality show da TVI, Secret Story - Casa dos Segredos.
Em 2012, em conjunto com Leonor Poeiras, apresentou o programa Vídeo Pop na TVI que estreou a 18 de Junho de 2012 e que veio a terminar a 19 de Outubro do mesmo ano na TVI.
Também em 2012, Eiró foi repórter exterior e um dos comentadores da 3.ª edição do reality show da TVI, Secret Story - Casa dos Segredos.
Em Fevereiro de 2013, voltou a apresentar o programa Vídeo Pop em conjunto com Leonor Poeiras, mas sendo desta vez transmitido pelo canal de cabo +TVI.
Foi repórter do programa Big Brother VIP da TVI em 2013, juntamente com Marta Cardoso com quem fez os habituais comentários semanais à sexta-feira desde a 2.ª edição da Casa dos Segredos.
Desde o dia 8 de Março de 2014 até ao dia 14 de Junho de 2014, Nuno Eiró, apresentou também em conjunto com Isabel Silva, o programa das tardes de sábado da TVI, Mais Vale à Tarde do que Nunca, que foi substituído por Juntos no Verão, co-apresentado por Teresa Guilherme e Isabel Silva.
Entre 2014 e 2016, co-apresentou o programa Sábado Especial na TVI.
No final de dezembro de 2016, Nuno Eiró deixou a TVI e rumou à CMTV para apresentar o Manhã CM ao lado de Maya.
No final de 2020 deixou de fazer parte da equipa do programa das manhãs da CMTV e no início de 2021 regressou à TVI, para fazer parte da equipa do programa de informação e entretenimento Esta Manhã que posteriormente terminou as suas emissões em março de 2024.
Entre junho e setembro de 2024 e em fevereiro de 2025 apresentou na TVI o programa Em Família com Maria Cerqueira Gomes nas ausências de Ruben Rua e de forma fixa as emissões da manhã do programa.
A partir de 20 de julho de 2024, apresenta na TVI o novo programa do final das manhãs de sábado, o game show Ganha Já! e a partir de setembro de 2024, apresenta na TVI o novo programa das manhãs de domingo, O Fura Casamentos (este último terminado em novembro de 2024).
Entre o final de junho e o início de setembro de 2025, apresenta na TVI os blocos "Diário" e "Última Hora" do reality-show Big Brother Verão.
Atualmente apresenta na TVI o game show semanal Ganha Já!.

## Principais trabalhos

### Antena 3
- Programa da Manhã
- Corte e Costura

### SIC
| Ano         | Título                      | Notas                                  | Canal |
| ----------- | --------------------------- | -------------------------------------- | ----- |
| 2002        | Êxtase                      | Repórter                               | SIC   |
| 2004 - 2005 | Flagrante Delírio           | Apresentador, ao lado de Nuno Graciano | SIC   |
| 2005 - 2009 | Fátima                      | Comentador                             | SIC   |
| 2005        | Uma Aventura na Praia       | Ator                                   | SIC   |
| 2006        | XI Gala dos Globos de Ouro  | Repórter                               | SIC   |
| 2007        | Família Superstar           | Repórter                               | SIC   |
| 2007        | XII Gala dos Globos de Ouro | Repórter                               | SIC   |
| 2009        | SIC ao Vivo                 | Apresentador                           | SIC   |

### RTP
| Ano  | Titulo       | Notas    | Canal |
| ---- | ------------ | -------- | ----- |
| 2011 | Nico à Noite | Repórter | RTP1  |

### TVI
| Ano             | Título                                   | Notas                                                                                             | Canal |
| --------------- | ---------------------------------------- | ------------------------------------------------------------------------------------------------- | ----- |
| 2011            | Festa das Ruas Floridas - Redondo        | Apresentador com Cristina Ferreira                                                                | TVI   |
| 2011            | Festa dos Tabuleiros                     | Apresentador com Cristina Ferreira                                                                | TVI   |
| 2011            | Festa Medieval - Óbidos                  | Apresentador com Cristina Ferreira                                                                | TVI   |
| 2011            | Festival do Chocolate - Óbidos           | Apresentador com Fátima Lopes                                                                     | TVI   |
| 2011            | Festa do Senhor Jesus da Piedade - Elvas | Apresentador com Leonor Poeiras                                                                   | TVI   |
| 2011 - 2016     | Somos Portugal                           | Apresentador                                                                                      | TVI   |
| 2021            | Somos Portugal                           | Apresentador esporádico                                                                           | TVI   |
| 2023            | Somos Portugal                           | Apresentador esporádico                                                                           | TVI   |
| 2011 - 2016     | Especiais Aniversários TVI               | Co-Apresentador                                                                                   | TVI   |
| 2023            | Especiais Aniversários TVI               | Co-Apresentador                                                                                   | TVI   |
| 2025 - presente | Especiais Aniversários TVI               | Co-Apresentador                                                                                   | TVI   |
| 2011            | Canta Comigo                             | Apresentador, em dupla com Rita Pereira                                                           | TVI   |
| 2011            | Secret Story - Casa dos Segredos 2       | Comentador e Repórter                                                                             | TVI   |
| 2012 - 2013     | Video POP                                | Apresentador, em dupla com Leonor Poeiras                                                         | TVI   |
| 2012            | Secret Story - Casa dos Segredos 3       | Comentador e Repórter                                                                             | TVI   |
| 2013            | Big Brother VIP                          | Comentador e Repórter                                                                             | TVI   |
| 2013            | Você na TV!                              | Apresentador substituto                                                                           | TVI   |
| 2013            | Festa do Emigrante                       | Apresentador com Fátima Lopes e Mónica Jardim                                                     | TVI   |
| 2013 - 2014     | Toda a Gente Me Diz Isso                 | Apresentador                                                                                      | TVI   |
| 2013            | Secret Story - Casa dos Segredos 4       | Comentador e Repórter                                                                             | TVI   |
| 2014            | Mais Vale à Tarde do que Nunca           | Apresentador, em dupla com Isabel Silva                                                           | TVI   |
| 2014            | Secret Story - Casa dos Segredos 5       | Comentador e Repórter                                                                             | TVI   |
| 2014 - 2016     | Sábado Especial                          | Apresentador com Isabel Silva, Marisa Cruz e Marta Cardoso                                        | TVI   |
| 2016            | Juntos, Fazemos a Festa                  | Apresentador                                                                                      | TVI   |
| 2021            | Em Família                               | Apresentador                                                                                      | TVI   |
| 2024            | Em Família                               | Apresentador das emissões da manhã com Maria Cerqueira Gomes                                      | TVI   |
| 2024 - presente | Em Família                               | Apresentador substituto                                                                           | TVI   |
| 2025            | Em Família                               | Repórter                                                                                          | TVI   |
| 2021 - 2024     | Esta Manhã                               | Apresentador com Sara Sousa Pinto, Iva Domingues, Pedro Carvalhas, Susana Pinto e Rafaela Granado | TVI   |
| 2021            | Parabéns, Portugal                       | Apresentador                                                                                      | TVI   |
| 2021            | Joga Portugal                            | Apresentador                                                                                      | TVI   |
| 2021            | Goucha                                   | Apresentador de emissão especial                                                                  | TVI   |
| 2021            | Festa é Festa                            | Participação Especial                                                                             | TVI   |
| 2021 / 2022     | A Festa                                  | Apresentador com Maria Botelho Moniz                                                              | TVI   |
| 2021            | Missão Continente - Luzes com presença   | Apresentador com Maria Cerqueira Gomes                                                            | TVI   |
| 2022            | Hora de Verão                            | Apresentador em dupla com Sara Sousa Pinto/Sílvia Martins                                         | TVI   |
| 2022 - presente | Há Festa no Hospital                     | Co-Apresentador                                                                                   | TVI   |
| 2022            | Missão Continente - Presentes à Mesa     | Co-Apresentador                                                                                   | TVI   |
| 2023            | Quero É Viver                            | Participação Especial                                                                             | TVI   |
| 2023            | Toda a Gente Me Diz Isso                 | Participação Especial                                                                             | TVI   |
| 2023            | Os Turistas: Missão Bombeiros            | Participação Especial                                                                             | TVI   |
| 2024 - presente | Ganha Já!                                | Apresentador                                                                                      | TVI   |
| 2024            | O Fura Casamentos                        | Apresentador                                                                                      | TVI   |
| 2025            | Star Park                                | Concorrente                                                                                       | TVI   |
| 2025            | Big Brother Verão                        | Apresentador dos "Última Hora" e "Diário"                                                         | TVI   |
| 2025            | Funtástico                               | Jurado Convidado                                                                                  | TVI   |
| 2025            | Festa do Emigrante TVI                   | Apresentador, com Mónica Jardim e João Montez                                                     | TVI   |

### CMTV
| Ano         | Titulo           | Notas                                          | Canal |
| ----------- | ---------------- | ---------------------------------------------- | ----- |
| 2017 - 2020 | Manhã CM         | Apresentador, em dupla com Maya                | CMTV  |
| 2018 / 2019 | Gala Viva a Vida | Co-Apresentador                                | CMTV  |
| 2019 - 2020 | Pata na Poça     | Apresentador, em dupla com Ana Pedro Arriscado | CMTV  |